# FK Panerys Vilnius
Futbolo Klubas Panerys Vilnius war ein Fußballverein aus der litauischen Hauptstadt Vilnius.

## Geschichte
Der Verein wurde 1975 gegründet und war Gründungsmitglied der litauischen Liga. Nach einem achten Platz in der Saison wurde die Mannschaft 1991/92 Vizemeister, einem Punkt hinter Vilnius FK Žalgiris.
Im UEFA Intertoto Cup 1995 wurde in der Gruppenphase nur der letzte Platz belegt. In der Saison 1998/99 zog sich der Verein nach 6 Spielen zurück und wurde danach aufgelöst.